# Единый день голосования 14 сентября 2025 года
В единый день голосования 14 сентября 2025 года в Российской Федерации пройдут выборные кампании различного уровня, включая выборы глав 21 субъекта Федерации (20 прямых, 1 — через парламенты субъектов), выборы депутатов законодательных органов государственной власти в субъектах РФ, а также муниципальные выборы. В регионах, где губернаторы уйдут в отставку после 14 июня 2025 года, выборы пройдут в единый день голосования 2026 года.
В Республике Калмыкия дополнительные выборы депутата по одномандатному избирательному округу № 11 проведут в течение двух дней — 13 и 14 сентября. В Курганской области также голосование пройдёт 13 и 14 сентября. В остальных регионах за редким исключением приняты решения о трёхдневном голосовании — 12, 13 и 14 сентября. В соответствии с Федеральным законом в случае проведения голосования несколько дней подряд досрочное голосование и голосование организованных групп вне помещений не проводится. Но отсутствие досрочного голосования противоречит Постановлению Конституционного суда России.

## Формат голосования
В ряде регионов планируется использовать формат дистанционного электронного голосования. Впервые ДЭГ применят Курганская и Магаданская области, Северная Осетия и Смоленская область. ДЭГ затронет 280 избирательных кампаний разного уровня.
В мае 2025 года Госдума приняла закон, который предусматривает обязательное обеспечение возможности использования бумажных бюллетеней при проведении электронного голосования.
В Татарстане не будет применяться ДЭГ и голосование только один день и вот как это объяснил Председатель ЦИК Татарстана:  «Технически Татарстан готов к дистанционному электронному голосованию, — сказал Кондратьев. — Но любой источник электромагнитного импульса — это источник угрозы. Где гарантии, что интернет будет? Мы не имеем права голос избирателя потерять или каким-то образом халатно отнестись к нему. Потому это будущее, никто ему не противодействует. Когда победа будет за нами и в нашей стране будет мирное небо, то, я думаю, мы придем к этому»
22 июля ЦИК России утвердила Порядок организации голосования на сентябрьских выборах для избирателей, находящихся в местах содержания под стражей
Специальные избирательные участки будут образованы в 87 СИЗО в 29 регионах России. В перечень субъектов вошли регионы, где проходят выборы губернаторов и основные выборы депутатов законодательных органов государственной власти, а также Московская область и город Санкт-Петербург.
Голосование в СИЗО назначено на 12 сентября.
На предстоящих выборах в СИЗО города Москвы впервые будет применяться электронное голосование.

## Региональные выборы

### Главы субъектов федерации

#### Прямые выборы
| №  | Субъект федерации            | Должность                                            | Предыдущий глава | Врио главы                       | Выборы                                                   | Избран | Процент голосов |
| -- | ---------------------------- | ---------------------------------------------------- | --- | -------------------------------- | -------------------------------------------------------- | ------ | --------------- |
| 1  | Архангельская область        | Губернатор Архангельской области                     | А. В. Цыбульский 2 апреля 2020 — 8 октября 2025 | -                                | Выборы губернатора Архангельской области (2025)          | -      |                 |
| 2  | Брянская область             | Губернатор Брянской области                          | А. В. Богомаз 9 сентября 2014 — 9 сентября 2025 | -                                | Выборы губернатора Брянской области (2025)               | -      |                 |
| 3  | Еврейская автономная область | Губернатор Еврейской автономной области              | Р. Э. Гольдштейн 12 декабря 2019 — 5 ноября 2024 (досрочная отставка в связи с назначением врио главы Республики Коми, срок истекал в сентябре 2025 года)      | М. Ф. Костюк с 5 ноября 2024     | Выборы губернатора Еврейской автономной области (2025)   | -      |                 |
| 4  | Иркутская область            | Губернатор Иркутской области                         | И. И. Кобзев 12 декабря 2019 — 18 сентября 2025 | -                                | Выборы губернатора Иркутской области (2025)              | -      |                 |
| 5  | Калужская область            | Губернатор Калужской области                         | В. В. Шапша 13 февраля 2020 — 16 сентября 2025 | -                                | Выборы губернатора Калужской области (2025)              | -      |                 |
| 6  | Камчатский край              | Губернатор Камчатского края                          | В. В. Солодов 3 апреля 2020 — 21 сентября 2025 | -                                | Выборы губернатора Камчатского края (2025)               | -      |                 |
| 7  | Республика Коми              | Глава Республики Коми                                | В. В. Уйба 2 апреля 2020 — 5 ноября 2024 (досрочная отставка, срок истекал в сентябре 2025 года)                                                               | Р. Э. Гольдштейн с 5 ноября 2024 | Выборы главы Республики Коми (2025)                      | -      |                 |
| 8  | Костромская область          | Губернатор Костромской области                       | С. К. Ситников 28 апреля 2012 — 15 октября 2025 | -                                | Выборы губернатора Костромской области (2025)            | -      |                 |
| 9  | Краснодарский край           | Глава администрации (губернатор) Краснодарского края | В. И. Кондратьев 22 апреля 2015 — 22 сентября 2025 | -                                | Выборы губернатора Краснодарского края (2025)            | -      |                 |
| 10 | Курская область              | Губернатор Курской области                           | А. Б. Смирнов 15 мая — 5 декабря 2024 (досрочная отставка, срок истекал в сентябре 2029 года)                                                                  | А. Е. Хинштейн с 5 декабря 2024  | Досрочные выборы губернатора Курской области (2025)      | -      |                 |
| 11 | Ленинградская область        | Губернатор Ленинградской области                     | А. Ю. Дрозденко 28 мая 2012 — 30 сентября 2025 | -                                | Выборы губернатора Ленинградской области (2025)          | -      |                 |
| 12 | Новгородская область         | Губернатор Новгородской области                      | А. С. Никитин 13 февраля 2017 — 7 февраля 2025 (досрочная отставка, срок истекал в сентябре 2027 года)                                                         | А. В. Дронов с 5 марта 2025      | Досрочные выборы губернатора Новгородской области (2025) | -      |                 |
| 13 | Оренбургская область         | Губернатор Оренбургской области                      | Д. В. Паслер 21 марта 2019 — 26 марта 2025 (досрочная отставка в связи с назначением врио губернатора Свердловской области, срок истекал в сентябре 2029 года) | Е. А. Солнцев с 26 марта 2025    | Досрочные выборы губернатора Оренбургской области (2025) | -      |                 |
| 14 | Пермский край                | Губернатор Пермского края                            | Д. Н. Махонин 6 февраля 2020 — 7 октября 2025 | -                                | Выборы губернатора Пермского края (2025)                 | -      |                 |
| 15 | Ростовская область           | Губернатор Ростовской области                        | В. Ю. Голубев 14 июня 2010 — 4 ноября 2024 (досрочная отставка, срок истекал в сентябре 2025 года)                                                             | Ю. Б. Слюсарь с 4 ноября 2024    | Выборы губернатора Ростовской области (2025)             | -      |                 |
| 16 | Свердловская область         | Губернатор Свердловской области                      | Е. В. Куйвашев 14 мая 2012 — 26 марта 2025 (досрочная отставка, срок истекал в сентябре 2027 года)                                                             | Д. В. Паслер с 26 марта 2025     | Досрочные выборы губернатора Свердловской области (2025) | -      |                 |
| 17 | Тамбовская область           | Глава Тамбовской области                             | М. Б. Егоров 4 октября 2021 — 4 ноября 2024 (досрочная отставка, срок истекал в сентябре 2027 года)                                                            | Е. А. Первышов с 4 ноября 2024   | Досрочные выборы главы Тамбовской области (2025)         | -      |                 |
| 18 | Республика Татарстан         | Глава (Раис) Республики Татарстан                    | Р. Н. Минниханов 25 марта 2010 — 18 сентября 2025 | -                                | Выборы главы (раиса) Республики Татарстан (2025)         | -      |                 |
| 19 | Чувашская Республика         | Глава Чувашской Республики                           | О. А. Николаев 29 января 2020 — 22 сентября 2025 | -                                | Выборы главы Чувашской Республики (2025)                 | -      |                 |
| 20 | Севастополь                  | Губернатор Севастополя                               | М. В. Развожаев 11 июля 2019 — 2 октября 2025 | -                                | Выборы губернатора Севастополя (2025)                    | -      |                 |

#### Голосование в парламенте
| № | Субъект федерации         | Должность               | Предыдущий глава                                                                                      | Врио главы                 | Кандидаты | Дата голосования | Результат |
| - | ------------------------- | ----------------------- | --- | -------------------------- | --------- | ---------------- | --------- |
| 1 | Ненецкий автономный округ | Губернатор Ненецкого АО | Ю. В. Бездудный 2 апреля 2020 — 18 марта 2025 (досрочная отставка, срок истекал в сентябре 2025 года) | И. А. Гехт с 18 марта 2025 | -         | -                | -         |

## Парламенты субъектов федерации
| №  | Субъект федерации     | Наименование парламента                        | Депу- татов | Избирательная система           | Срок полномочий | Выборы                                                                      |
| -- | --------------------- | ---------------------------------------------- | ----------- | ------------------------------- | --------------- | --------------------------------------------------------------------------- |
| 1  | Белгородская область  | Белгородская областная дума                    | 50          | смешанная ( 25 проп. + 25 маж.) | 5 лет           | Выборы в Белгородскую областную думу (2025)                                 |
| 2  | Воронежская область   | Воронежская областная дума                     | 56          | смешанная (28 проп. + 28 маж.)  | 5 лет           | Выборы в Воронежскую областную думу (2025)                                  |
| 3  | Калужская область     | Законодательное собрание Калужской области     | 40          | смешанная (20 проп. + 20 маж.)  | 5 лет           | Выборы в Законодательное собрание Калужской области (2025)                  |
| 4  | Республика Коми       | Государственный Совет Республики Коми          | 30          | смешанная (15 проп. + 15 маж.)  | 5 лет           | Выборы в Государственный совет Республики Коми (2025)                       |
| 5  | Костромская область   | Костромская областная дума                     | 35          | смешанная (10 проп. + 25 маж.)  | 5 лет           | Выборы в Костромскую областную думу (2025)                                  |
| 6  | Курганская область    | Курганская областная дума                      | 34          | смешанная (17 проп. + 17 маж.)  | 5 лет           | Выборы в Курганскую областную думу (2025)                                   |
| 7  | Магаданская область   | Магаданская областная дума                     | 21          | смешанная (11 проп. + 10 маж.)  | 5 лет           | Выборы в Магаданскую областную думу (2025)                                  |
| 8  | Новосибирская область | Законодательное собрание Новосибирской области | 76          | смешанная (38 проп. + 38 маж.)  | 5 лет           | Выборы в Законодательное собрание Новосибирской области (2025)              |
| 9  | Рязанская область     | Рязанская областная дума                       | 40          | смешанная (20 проп. + 20 маж.)  | 5 лет           | Выборы в Рязанскую областную думу (2025)                                    |
| 10 | Челябинская область   | Законодательное собрание Челябинской области   | 60          | смешанная (30 проп. + 30 маж.)  | 5 лет           | Выборы в Законодательное собрание Челябинской области (2025)                |
| 11 | Ямало-Ненецкий АО     | Законодательное собрание Ямало-Ненецкого АО    | 22          | смешанная (11 проп. + 11 маж.)  | 5 лет           | Выборы в Законодательное собрание Ямало-Ненецкого автономного округа (2025) |

## Представительные органы административных центров субъектов РФ

### Прямые выборы
| №  | Субъект федерации     | Админ. центр    | Наименование выборного органа                                  | Депу- татов   | Избирательная система          | Срок полномочий | Выборы                                                                         |
| -- | --------------------- | --------------- | -------------------------------------------------------------- | ------------- | ------------------------------ | --------------- | ------------------------------------------------------------------------------ |
| 1  | Астраханская область  | Астрахань       | Городская дума муниципального образования «Город Астрахань»    | 36            | мажоритарная                   | 5 лет           | Выборы в Городскую думу муниципального образования «Город Астрахань» (2025)    |
| 2  | Владимирская область  | Владимир        | Совет народных депутатов города Владимира                      | 25            | мажоритарная                   | 5 лет           | Выборы в Совет народных депутатов города Владимира (2025)                      |
| 3  | Воронежская область   | Воронеж         | Воронежская городская дума                                     | 36            | смешанная (12 проп. + 24 маж.) | 5 лет           | Выборы в Воронежскую городскую думу (2025)                                     |
| 4  | Республика Дагестан   | Махачкала       | Махачкалинское городское собрание                              | 45            | Пропорциональная               | 5 лет           | Муниципальные выборы в Махачкале (2025)                                        |
| 5  | Ивановская область    | Иваново         | Ивановская городская дума                                      | 30            | смешанная (15 проп. + 15 маж.) | 5 лет           | Выборы в Ивановскую городскую думу (2025)                                      |
| 6  | Калужская область     | Калуга          | Городская Дума Калуги                                          | ▲36 (было 35) | смешанная (10 проп. + 26 маж.) | 5 лет           | Выборы в Городскую думу городского округа «Город Калуга» (2025)                |
| 7  | Республика Коми       | Сыктывкар       | Совет муниципального образования городского округа «Сыктывкар» | 30            | мажоритарная                   | 5 лет           | Выборы в Совет муниципального образования городского округа «Сыктывкар» (2025) |
| 8  | Костромская область   | Кострома        | Дума города Костромы                                           | 33            | мажоритарная                   | 5 лет           | Выборы в Думу города Костромы (2025)                                           |
| 9  | Краснодарский край    | Краснодар       | Краснодарская городская дума                                   | 52            | смешанная (13 проп. + 39 маж.) | 5 лет           | Выборы в Городскую думу Краснодара (2025)                                      |
| 10 | Липецкая область      | Липецк          | Липецкий городской совет депутатов                             | 36            | мажоритарная                   | 5 лет           | Выборы в Липецкий городской совет депутатов (2025)                             |
| 11 | Магаданская область   | Магадан         | Магаданская городская дума                                     | 21            | мажоритарная                   | 5 лет           | Выборы в Магаданскую городскую думу (2025)                                     |
| 12 | Нижегородская область | Нижний Новгород | Городская дума города Нижнего Новгорода                        | 35            | мажоритарная                   | 5 лет           | Выборы в Городскую думу города Нижнего Новгорода (2025)                        |
| 13 | Новосибирская область | Новосибирск     | Совет депутатов города Новосибирска                            | 50            | мажоритарная                   | 5 лет           | Выборы в Совет депутатов города Новосибирска (2025)                            |
| 14 | Оренбургская область  | Оренбург        | Оренбургский городской совет                                   | 40            | смешанная (20 проп. + 20 маж.) | 5 лет           | Выборы в Оренбургский городской совет (2025)                                   |
| 15 | Орловская область     | Орёл            | Орловский городской совет народных депутатов                   | 38            | смешанная (10 проп. + 28 маж.) | 5 лет           | Выборы в Орловский городской совет народных депутатов (2025)                   |
| 16 | Ростовская область    | Ростов-на-Дону  | Ростовская-на-Дону городская дума                              | 40            | смешанная (10 проп. + 30 маж.) | 5 лет           | Выборы в Ростовскую-на-Дону городскую думу (2025)                              |
| 17 | Самарская область     | Самара          | Дума городского округа Самара                                  | 37            | мажоритарная                   | 5 лет           | Муниципальные выборы в Самаре (2025)                                           |
| 18 | Смоленская область    | Смоленск        | Смоленский городской совет                                     | 30            | смешанная (10 проп. + 20 маж.) | 5 лет           | Выборы в Смоленский городской совет (2025)                                     |
| 19 | Тамбовская область    | Тамбов          | Тамбовская городская дума                                      | 36            | смешанная (18 проп. + 18 маж.) | 5 лет           | Выборы в Тамбовскую городскую думу (2025)                                      |
| 20 | Республика Татарстан  | Казань          | Казанская городская дума                                       | 50            | смешанная (25 проп. + 25 маж.) | 5 лет           | Выборы в Казанскую городскую думу (2025)                                       |
| 21 | Томская область       | Томск           | Дума города Томска                                             | 37            | смешанная (10 проп. + 27 маж.) | 5 лет           | Выборы в Думу города Томска (2025)                                             |
| 22 | Удмуртская Республика | Ижевск          | Городская дума Ижевска                                         | 35            | смешанная (10 проп. + 25 маж.) | 5 лет           | Выборы в Городскую думу Ижевска (2025)                                         |
| 23 | Ульяновская область   | Ульяновск       | Ульяновская городская дума                                     | 40            | мажоритарная                   | 5 лет           | Выборы в Ульяновскую городскую думу (2025)                                     |
| 24 | Чувашская Республика  | Чебоксары       | Чебоксарское городское собрание депутатов                      | 43            | смешанная (22 проп. + 21 маж.) | 5 лет           | Выборы в Чебоксарское городское собрание депутатов (2025)                      |

### Непрямые выборы
| Список непрямых выборов депутатов представительных органов административных центров субъектов РФ в 2025 году |

В Уставы Самары и Махачкалы внесены изменения. В этих городах будут проведены прямые выборы представительных органов.

## Выборы в Башкортостане в 2025 году
В Республике Башкортостан установлена численность избирателей по состоянию на 1 июля 2025 года. По данным Государственной автоматизированной системы «Выборы» она составила 2 968 447 избирателей. А на 1 января 2025 численность была больше на 5 535 человек. А на 1 января 2022 года численность избирателей была 3 001 645 — больше на 33 198 человек.
В 2025 году на территории Республики Башкортостан назначены основные и дополнительные выборы в представительные органы местного самоуправления. Как и в Татарстане голосование будет проводиться один день, но в Башкирии на два часа дольше — с 7.00 до 21.00. Кроме того, на местных выборах предусмотрено досрочное голосование в помещениях участковых комиссий с 3 сентября.
В частности, по состоянию на 25 июня 2025 года в единый день голосования 14 сентября 2025 года назначены выборы депутатов Советов городских поселений Бирск и Белорецк (две кампании, по 20 всего 40 мандатов), в Бирском районе пройдут также дополнительные выборы в Кусекевском и Осиновском сельсоветах (по 1 мандату) и 2 мандата в Чишминском сельсовете Бирского района Намечены основные выборы депутатов Совета сельского поселения Юматовский (одна кампания, 10 мандатов). Назначены довыборы депутата Совета Уфимского района, также по Уфимскому району назначены довыборы трёх депутатов в Николаевский сельсовет, по два депутата в Миловский и Черкасский сельсоветы. Ещë назначены довыборы депутатов городских округов Агидель и Октябрьский (по одному мандату), дополнительные выборы депутатов Советов муниципальных районов (всего 16 кампаний, 19 мандатов); дополнительные выборы депутатов Советов городских поселений (7 кампаний, 9 мандатов), дополнительные выборы депутатов Советов сельских поселений (123 кампании 160 мандатов). Всего 151 кампания, 240 мандатов.
Назначены довыборы двух депутатов Совета Кармаскалинского района и довыборы депутатов в четырёх сельсоветах района. Но в начале августа довыборы в округе № 7 Старомусинского сельсовета были отменены, не смотря на регистрацию четырёх кандидатов от всех парламентских партий, кроме «Новых людей». Схема одномандатных округов в Старомусино принималась сельсоветом в 2015 году на 10 лет, но в 2023 в неё незаконно внесены изменения. Средняя норма представительства не обеспечена. Так общее количество избирателей объявлено 1086. По норме минимум 98 человек, максимум — 119. В округах № 1 и 3 по 87 избирателей — отклонение 19,9 %. В округе № 2 86 избирателей -20,8%. В округах № 5 и 10 по 127 избирателей + 16,94 %. В округе № 8 — 124 (+14,2 %), а в округе № 9 — 140 (+28,9%).
В Буздякском районе назначены довыборы трёх депутатов Буздякского сельсовета и четырёх депутатов Арслановского сельсовета. В Буздякском сельсовете округ № 3 на шесть мандатов, на пяти избирательных участках, а в Арслановском сельсовете многомандатный округ № 1 на шесть мандатов на трёх избирательных участках, что противоречит ФЗ «Об основных гарантиях избирательных прав…», запрещающему создавать округа более чем на пять мандатов более чем на одном избирательном участке.
В Балтачевском районе назначены довыборы в Совет района по округу № 12 Старобалтачево -Комсомольский и пяти депутатов Старобалтачевского сельсовета и 3 депутатов в семимандатном округе Староянбаевском сельсовете. Схема 15 одномандатных округов по выборам в Совет района принималась в 2016. В нарушение Федерального закона отклонения от средней нормы представительства больше 10 %. На сайте администрации опубликовано только формальное решение об утверждении, но не сама Схема. В округе № 12 отклонение от средней нормы 13,25 % (1132 избирателя). Незаконно в 2023 году приняли новую Схему многомандатных округов в Старобалтачево — ранее на 10 лет была принята в 2015 по 10 одномандатным округам и её действие истекало лишь в марте 2025. А в 2023 провели выборы 11 депутатов в пятимандатном № 1 и шестимандатном № 2, который незаконно создан на 4 избирательных участках. Также незаконно семь мандатов распределяется на трёх избирательных участках в Староянбаево. 26 июня ТИК Балтачевского района приняла решения о количестве подписей необходимых для регистрации кандидатов. Обычной практикой в Башкортостане является включение ключевой информации не в само решение, а в его приложение, которое не публикуется.
26 июня опубликованы решения по назначению выборов в Совет г. Баймак, в сельсоветы Архангельского, Аскинского, Бураевского, Зилаирского, Караидельского районов. В Кушнаренковском районе назначены довыборы в Райсовет и сельские Советы. В сельсовете Шарипово замещаются три мандата.
В Туймазинском районе назначены довыборы депутата районного Совета, двух депутатов городского Совета г. Туймазы и по одному депутату в 4 сельсоветах. По Какрыбашевскому сельсовету 22 июля зарегистрирована самая молодая кандидат на этих выборах в Башкирии — 18- летняя студентка Туймазинского государственного юридического колледжа Алсу Шагапова — спортсменка(1 разряд по футболу 2022 г.), комсомолка (выдвинута КПРФ).
25 июля ТИК Белорецкого района приняла решение об отказе в регистрации двух кандидатов от КПРФ на выборах Белорецкого горсовета. Якобы они с 2008 года состоят в Единой России и не могут быть выдвинуты от КПРФ. Один из них Евгений Панов баллотировался от КПРФ в 2012 году в Белорецкий райсовет и в 2013 году по списку  КПРФ в Едином округе в Госсобрание Башкортостана.
8 августа ТИК Баймакского района утвердила текст бюллетеня на довыборах депутата г. Баймак по округу №1 конкуренцию друг другу составят два представителя Единой России и ЛДПР, оба работают водителями. На сегодняшний день по данному округу зарегистрированы всего 932 избирателя, выборы будут проводить участковая избирательная комиссия избирательного участка № 995 города Баймака .
Кроме того, 6 апреля 2025 года проведены дополнительные выборы депутатов Совета сельского поселения Маканский сельсовет муниципального района Хайбуллинский район Республики Башкортостан двадцать девятого созыва по пятимандатному избирательному округу № 6. Выборы признаны состоявшимися. Замещалось четыре депутатских мандата по многомандатному избирательному округу. В выборах приняло участие 65,23 процента от общего числа зарегистрированных избирателей. Большинство голосов избирателей получили четыре кандидата, выдвинутые избирательным объединением "Башкортостанское региональное отделение Всероссийской политической партии «ЕДИНАЯ РОССИЯ». В многомандатном округе каждый избиратель имеет количество голосов равное количеству распределяемых мандатов, однако в Башкортостане обычной практикой является публикация итогов, по которым количество поданных голосов равно количеству избирателей. Это явно указывает на фальсификацию итогов.

## Сданные мандаты в Государственную думу VIII созыва
23 мая 2025 года вступил в силу закон о совершенствование избирательного законодательств, в соответствии с которым дополнительные выборы депутатов представительных органов не будут назначаться и проводиться в год, предшествующий году проведения основных выборов депутатов данных представительных органов. Соответственно, дополнительные выборы депутатов в Государственную думу VIII созыва в 2025 году проводиться не будут. До 4 миллионов избирателей в восьми округах остались без представительства на срок от года и пяти месяцев до двух лет и трёх месяцев.
Государственная дума 8 созыва была сформирована по итогам выборов 19 сентября 2021 года на 5 лет. После дня назначения прошлых выборов, с 14 июня 2024 года, восемь мандатов стали вакантными. ЦИК РФ, согласно законодательству, должен был назначить дополнительные выборы не позднее чем за 85 дней до дня голосования. В 2025 году последний день для назначения дополнительных выборов был бы 20 июня. В соответствии со статьей 99 Конституции Российской Федерации Государственная Дума собирается на первое заседание на тридцатый день после избрания. Кандидаты, избранные депутатами в сентябре 2025 года, могли получить мандаты на 13 месяцев, до дня начала работы избранной в сентябре 2026 года Государственной думы 9 созыва.
| № | Одномандатный округ                        | Карта округа | Предыдущий депутат                                  | Количество избирателей (по Схеме / 2021) | Результаты 2021                               |
| - | ------------------------------------------ | ------------ | --------------------------------------------------- | ---------------------------------------- | --------------------------------------------- |
| 1 | Бийский № 41 ( Алтайский край)             |              | А. С. Прокопьев («Единая Россия») до 3 июля 2024    | 500 503 / 469 951                        | явка 37,5% 1. 31,4% 2. 24,5% Арцибашев Антон  |
| 2 | Самарский № 158 · ( Самарская область)     |              | А. Е. Хинштейн («Единая Россия») до 11 декабря 2024 | 485 574 / 504 264                        | явка 45% 1. 51,1% 2. 21,1% Абдалкин Михаил    |
| 3 | Скопинский № 157 ( Рязанская область)      |              | Д. А. Хубезов («Единая Россия») до 8 октября 2024   | 469 895 / 444 953                        | явка 47,5% 1. 48,1% 2. 14,7% Морозов Евгений  |
| 4 | Краснодарский № 46 ( Краснодарский край)   |              | Е. А. Первышов («Единая Россия») до 4 ноября 2024   | 501 197 / 558 492                        | явка 43,6% 1. 53,6% 2. 18,6% Жилищиков Иван   |
| 5 | Магаданский № 116 ( Магаданская область)   |              | А. А. Басанский («Единая Россия») до 4 марта 2025   | 110 173 / 98 520                         | явка 40,2% 1. 54,3% 2. 19,6% Попов Алексей    |
| 6 | Прокопьевский № 102 ( Кемеровская область) |              | Д. В. Исламов («Единая Россия») до 10 марта 2025    | 515 779 / 476 236                        | явка 77,8% 1.71,1% 2. 5,6% Утробин Иван       |
| 7 | Уфимский № 3 ( Республика Башкортостан)    |              | П. Р. Качкаев † («Единая Россия») до 5 мая 2025     | 494 948 / 500 702                        | явка 74,6% 1. 66,3% 2. 11,2% Ющенко Александр |
| 8 | Волжский № 84 ( Волгоградская область)     |              | О. В. Савченко («Единая Россия») до 20 мая 2025     | 485 563 / 456 659                        | явка 57,5% 1. 51,6% 2. 17,9% Усков Денис      |

## Участие политических партий в избирательной кампании
Партия «Яблоко» выдвинула кандидатов на выборах в законодательные собрания и думы Астрахани, Вологды, Воронежа, Иванова, Казани, Калуги, Костромы, Кургана, Нижнего Новгорода, Новосибирска, Орла, Пскова, Ростова-на-Дону, Тамбова, Томска, Чебоксар и Челябинской области; в муниципальные советы Алтайского края, Башкортостана, Вологодской области, Дагестана, Калининградской области, Карелии, Красноярского края, Мурманской, Новгородской, Новосибирской, Московской, Псковской, Ростовской, Рязанской, Томской и Челябинской областей; губернатора Новгородской области. Большинству кандидатов необходимо собрать подписи в поддержку своего выдвижения. «Яблоко» выступает за немедленное заключение соглашения о прекращении огня, отмену репрессивных законов и освобождение политзаключённых.
Партия социальной защиты, возглавляемая депутатом Костромской областной думы и бывшим членом Единой России (до 2011) и Яблока (до 2019) Владимиром Михайловым, изначально получила отказ в заверении списка от избирательной комиссии Костромской области из-за нарушений на партийной конференции. Основанием для отказа Костромоблизбирком заявила то обстоятельства, что одна из кандидатов выдвинутая в решении партии, как Наталья, а в бюллетене для тайного голосования делегаты голосовали за «НаталИю». Партия провела выдвижение повторно. Однако на этот раз партия не прошла регистрацию, так как избирательная комиссия установила, что среди участников конференции были 17 членов «Единой России». 5 августа Костромской областной суд вынес решение в пользу партии и обязал избирательную комиссию зарегистрировать список Партии социальной защиты, однако два кандидата от партии в одномандатных округах, а это сам Михайлов и его заместитель по решению областного суда не будут зарегистрированы

## Наблюдение
8 августа 2025 года Общественная палата РФ и 15 политических партий, среди которых три парламентские – «Единая Россия», ЛДПР и «Новые люди» – подписали соглашение о сотрудничестве в ходе единого дня голосования для наблюдения на выборах.
13 августа 2025 года стало известно о числе наблюдателей на предстоящих выборах от политических партий. «Единая Россия» планирует выставить наибольшее количество – свыше 90 000 человек, КПРФ планирует выставить порядка 35 000–40 000 наблюдателей, ЛДПР – покрыть наблюдателями 25 000 УИК.